# Нарконон
Нарконон — програма реабілітації та профілактики наркозалежних, організована Церквою Саєнтології. Головний офіс у лос-анджелеській місцевості Голлівуд.
Центр реабілітації наркозалежних заснований 1966 році американцем Вільямом Бенітезом, колишнім в’язнем із Аризони. 
«Нарконон» має широку мережу організацій у 75 країнах світу. З 2007 року два його центри функціонують в Україні — у Харкові та Києві. Стаціонарна реабілітація проводиться в київському центрі, відкритому в кінці 2008 року.